# Joseph Aloys August Partsch
Joseph Aloys August Partsch (* 2. September 1882 in Breslau; † 30. März 1925 in Genf) war ein deutscher Professor für römisches und bürgerliches Recht an den Universitäten Genf, Göttingen, Freiburg, Bonn und Berlin. Er war der Sohn des Geographen Joseph Partsch.
Partsch studierte ab 1900 in Breslau, Genf und Leipzig die Rechte. 1904 wurde er an der Universität Breslau promoviert. 1906 wurde der erst Dreiundzwanzigjährige ohne vorherige Habilitation an der Universität Genf zum außerordentlichen Professor ernannt, 1910 ging er als ordentlicher Professor an die Universität Göttingen. Bereits 1911 wechselte er an die Albert-Ludwigs-Universität Freiburg, 1920 wurde er Ordinarius an der Universität Bonn und 1921 übernahm er eine Professur an der Universität Berlin. Dieses Amt übte er bis zu seinem frühen Tod aus. 1914 wurde er zum korrespondierenden Mitglied der Göttinger Akademie der Wissenschaften gewählt.
Wissenschaftlich beschäftigte sich Partsch vor allem mit dem antiken griechischen Recht, der Papyrologie und der Rechtsvergleichung. An Freiburgs Universität verbrachte er gemeinsame Jahre mit Otto Lenel, mit dem er eng kooperierte. Später beriet und vertrat er die deutsche Regierung bei Schiedsgerichtsverhandlungen unter dem Versailler Vertrag.
Sein Sohn Karl Josef Partsch war ebenfalls als Jurist und Rechtswissenschaftler tätig.

## Schriften (Auswahl)
- Die Schriftformel im römischen Provinzialprozesse, Breslau 1905 (Diss.)
- Die longi temporis praescriptio im klassischen römischen Recht, Leipzig 1906
- Griechisches Bürgschaftsrecht, Leipzig/Berlin 1909